# Jobabo
Jobabo est une ville et une municipalité située au sud de la province de Las Tunas à Cuba. Lors du recensement de 2004, elle comptait 49 403 habitants répartis sur 884 kilomètres carrés.

## Toponymie
La localité tient son nom du mot aborigène jobabol signifiant “endroit où poussent des arbres jobo” (le prunier mombin).

## Géographie

### Situation
Jobabo est dans le sud-est de l'île de Cuba, dans le sud de la province de Las Tunas, et sur la rive nord du golfe de Guacanayabo. Par route elle se trouve à 
637 km au sud-est de La Havane, 
38 km ouest de Las Tunas sa capitale de province, 
et 232 km au nord-ouest de Santiago de Cuba, la principale ville du sud de l'île.
La ville est arrosée par le Río Cauto, fleuve qui se déverse dans le golfe de Guacanayabo sur la municipalité, à environ 35 km à l'ouest de la ville de Río Cauto, après avoir alimenté un important marais côtier (la partie sud de ce marais est aussi alimentée par les fleuves Yara et Buey).

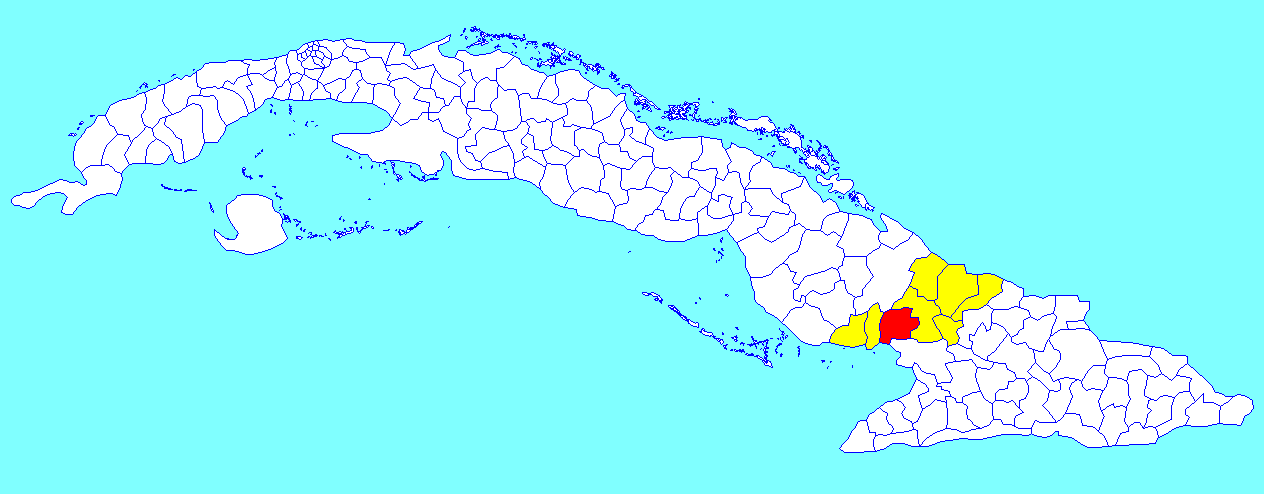
Municipalité de Jobabo dans la province de Granma

### Divisions administratives
Jobabo a 13 consejos populares :
- Dos Hermanos
- Argentina Sur
- Argentina Norte
- Bracitos
- Las Margaritas
- Santa Rosa
- Zábalo
- San Antonio
- EL Níspero
- Mejía
- Urbano este
- Urbano Oeste
- Sirven

## Population
En 2022 la population de la municipalité est estimée à 40 345 habitants. Pour une surface de 885,6 km2, la densité est de 45,56 habitants/km².

## Environnement
Le sud de la municipalité est couvert par le refuge de faune (refugio de fauna) Delta del Cauto, site Ramsar et ZICO.

## Personnalités nées à Jobabo
- Yankiel León, boxeur, né en 1982